# TVR Tasmin
Der TVR Tasmin ist ein Sportwagen, den TVR in Blackpool (England) von 1980 bis 1988 herstellte. Er war das erste Mitglied einer Modellfamilie, die im englischen Sprachraum als TVR Wedges bekannt ist. Der Tasmin war als Coupé mit Fließheckkarosserie (Fixed Head Coupé) und als Cabriolet erhältlich. Ab 1984 entfiel die Modellbezeichnung Tasmin; seitdem wurde das Auto als TVR 280i vermarktet. Eine schwächer motorisierte Variante hieß schließlich Tasmin 200.

## Entstehungsgeschichte
Nach dem Grantura, dem Vixen und der M-Serie begann mit dem 1979 vorgestellten Tasmin die vierte Generation von TVR-Modellen. Die zu ihr gehörenden Fahrzeuge werden inoffiziell als TVR Wedges bezeichnet. Die Reihe wurde ab 1977 unter der Leitung von Martin Lilley entwickelt, der TVR 1965 übernommen hatte. Eine neue Baureihe war nötig geworden, weil viele der Großserienteile, die TVR für die M-Serie von Ford of Britain und von British Leyland bezog, in der zweiten Hälfte der 1970er-Jahre nicht mehr produziert wurden. Mit den neuen Modellen wollte Martin Lilley TVR in einer höheren Marktnische positionieren. Potentielle Konkurrenten waren Lotus und Porsche. Die Kosten der Entwicklung des neuen Modells und der Produktionsvorbereitung summierten sich bis 1980 auf 550.000 £. Sie überforderten die Leistungsfähigkeit der Inhaber und führten letztlich dazu, dass das Unternehmen 1980 an Peter Wheeler verkauft wurde. Wheeler baute den Wedge im Laufe der Jahre zu einer breit gefächerten Modellfamilie aus.
Mit der Einführung des 350i im Jahr 1983 wurde der (Tasmin) 280i zum Basismodell im TVR-Programm. Während er für die Exportmärkte noch bis 1988 produziert wurde, entfiel die rechtsgelenkte Version des 280i, die sich in Großbritannien deutlich schlechter verkaufte als der 350i, bereits im Sommer 1986. Die Rolle des Einsteigermodells übernahm danach die neu entwickelte S-Serie, die vergleichbar motorisiert war.

## Modellbezeichnung
Bei ihrer Einführung 1979 trugen die Autos die Modellbezeichnung Tasmin, die je nach Quelle auf den Vornamen einer Freundin Martin Lilleys, auf die australisch-neuseeländische Tasman-Rennsportserie bzw. auf eine Kombination daraus oder auf einen zufällig in einem Lexikon gefundenen Begriff zurückzuführen ist. An den Begriff Tasmin waren zur weiteren Differenzierung die Zahlen 200 und 280i angehängt, die auf den jeweiligen Hubraum (2,0 bzw. 2,8) Bezug nahmen. Ab Sommer 1984 entfiel der Name Tasmin; seitdem verwendete TVR nur noch dreistellige Zahlencodes zur Unterscheidung der einzelnen Fahrzeuge (200 bzw. 280i).

## Modellbeschreibung

### Technik
Wie alle TVR hatte der Tasmin einen Gitterrahmen aus Stahlrohr, der aber länger und steifer war als der der M-Serie. Die meisten Antriebsteile stammen von zeitgenössischen Ford. Radaufhängung und Lenkung kamen vom Ford Cortina, lediglich die hintere Radaufhängung war eine TVR-Konstruktion. Die Getriebe kamen von Ford und wurden dort im Cortina, Taunus und später im Ford Sierra verwendet. Es gab rundum Scheibenbremsen, die vorderen vom Ford Granada. Der Motor wurde von Ford-Köln zugeliefert, ein 2,8 l-V6 mit Bosch-Einspritzanlage, der 150-160 bhp (112-119 kW) lieferte. Erstmals bei TVR gab es auf Wunsch auch ein Automatikgetriebe.

### Karosseriedesign
Das Design der Kunststoffkarosserie geht auf Oliver Winterbottom zurück, der zu Beginn der 1970er-Jahre die keilförmigen Karosserien der Lotus-Modelle Elite und Éclat entworfen hatte. Winterbottom war einerseits bemüht, die Proportionen früherer TVR-Modelle zu übernehmen: eine lange Motorhaube, eine knapp geschnittene Fahrgastzelle und einen kurzen hinteren Überhang, der seit dem Grantura zu einem TVR-Markenzeichen geworden war. Anderseits setze sich der Tasmin durch ein betont glattflächiges Design und spitze Winkel von ihren Vorgängern ab. Die keilförmige TVR-Karosserie ist insoweit eine Weiterentwicklung von Winterbottoms Lotus-Entwürfen. Die Frontpartie läuft spitz zu und mündet in kunststoffverkleideten Stoßstangen, die sich in den ersten Jahren farblich von dem Rest der Karosserie absetzen, seit etwa 1984 aber zumeist in Wagenfarbe lackiert waren. Erstmals bei TVR finden sich Klappscheinwerfer, die nötig waren, um die vorgeschriebene Mindesthöhe der Frontbeleuchtung sicherzustellen. Bei den geschlossenen Versionen fällt die Dachlinie unmittelbar hinter der B-Säule zum Heckabschluss ab. Die Heckscheibe ist aufklappbar; sie ermöglicht den Zugang zum Laderaum. Am Heck ist oberhalb der Rückleuchten eine über die ganze Wagenbreite reichende vertikale Glasscheibe eingebaut, die die Übersichtlichkeit nach hinten erleichtern soll.
Viele Anbauteile übernahm TVR von Großserienherstellern. Die Türgriffe etwa kommen von Ford, die Rückleuchten zunächst vom Rover SD1 bzw. aus dem Zubehörsortiment von Lucas. Bei allen ab 1985 produzierten Cabriolets finden schließlich die Rückleuchten des Renault Fuego Verwendung, die um 180 Grad gedreht eingebaut wurden. Sie sind selten, sodass die Ersatzbeschaffung heute ein größeres Problem ist. Die Gehäuse und der Motor der Klappscheinwerfer kommen vom Triumph TR7, ebenso der Schalthebel. Die Fahrzeugelektrik wurde bei British Leyland eingekauft, die Sitze stammen vom Triumph 2500 S.
Das keilförmige Design beeinflusste einige andere Autohersteller. Ginetta etwa orientierte sich bei der Gestaltung des G26 an der Frontpartie des Tasmin und seiner Schwestermodelle.

### Karosserieversionen

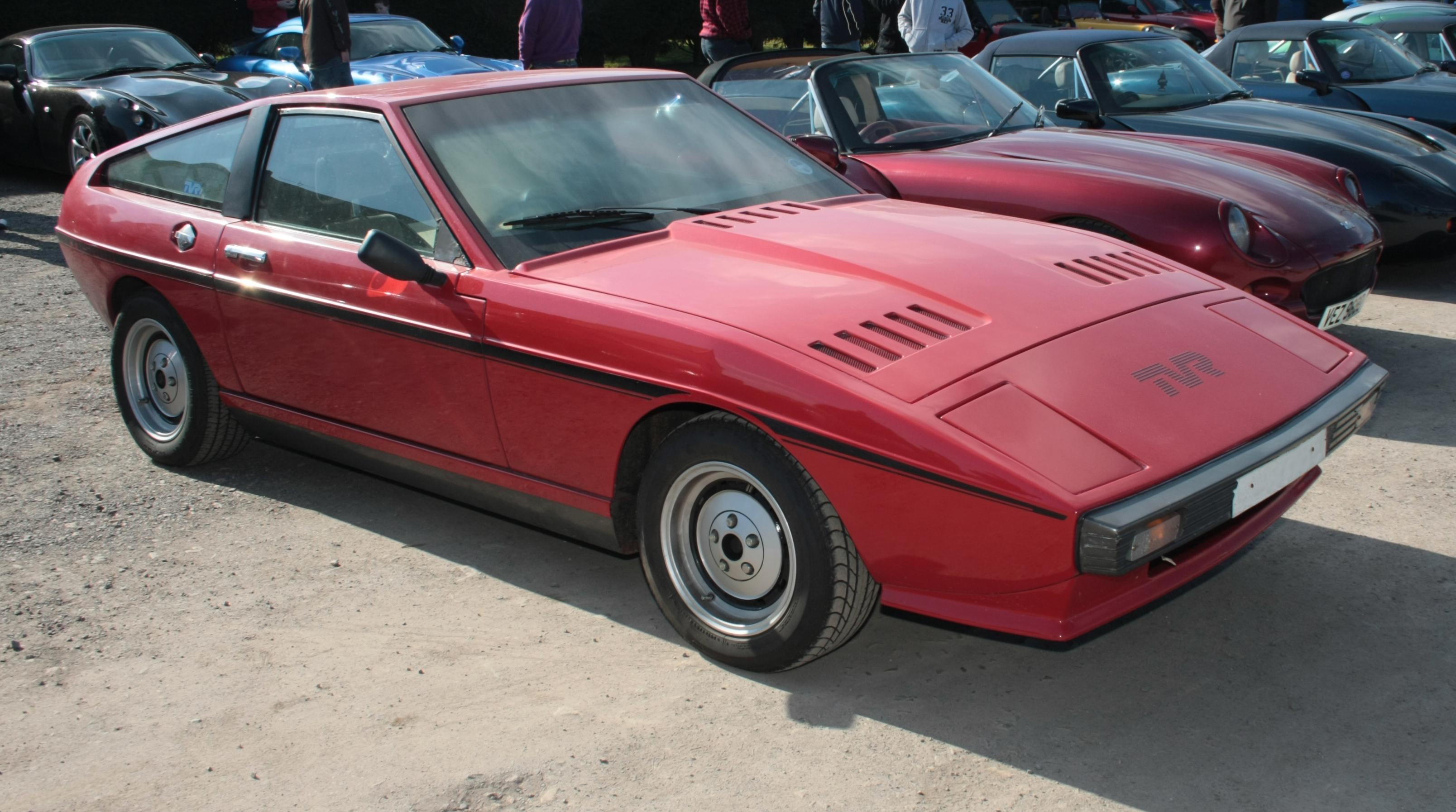
TVR Tasmin Fixed Head Coupé Series 1 mit Kurzheck (1980)

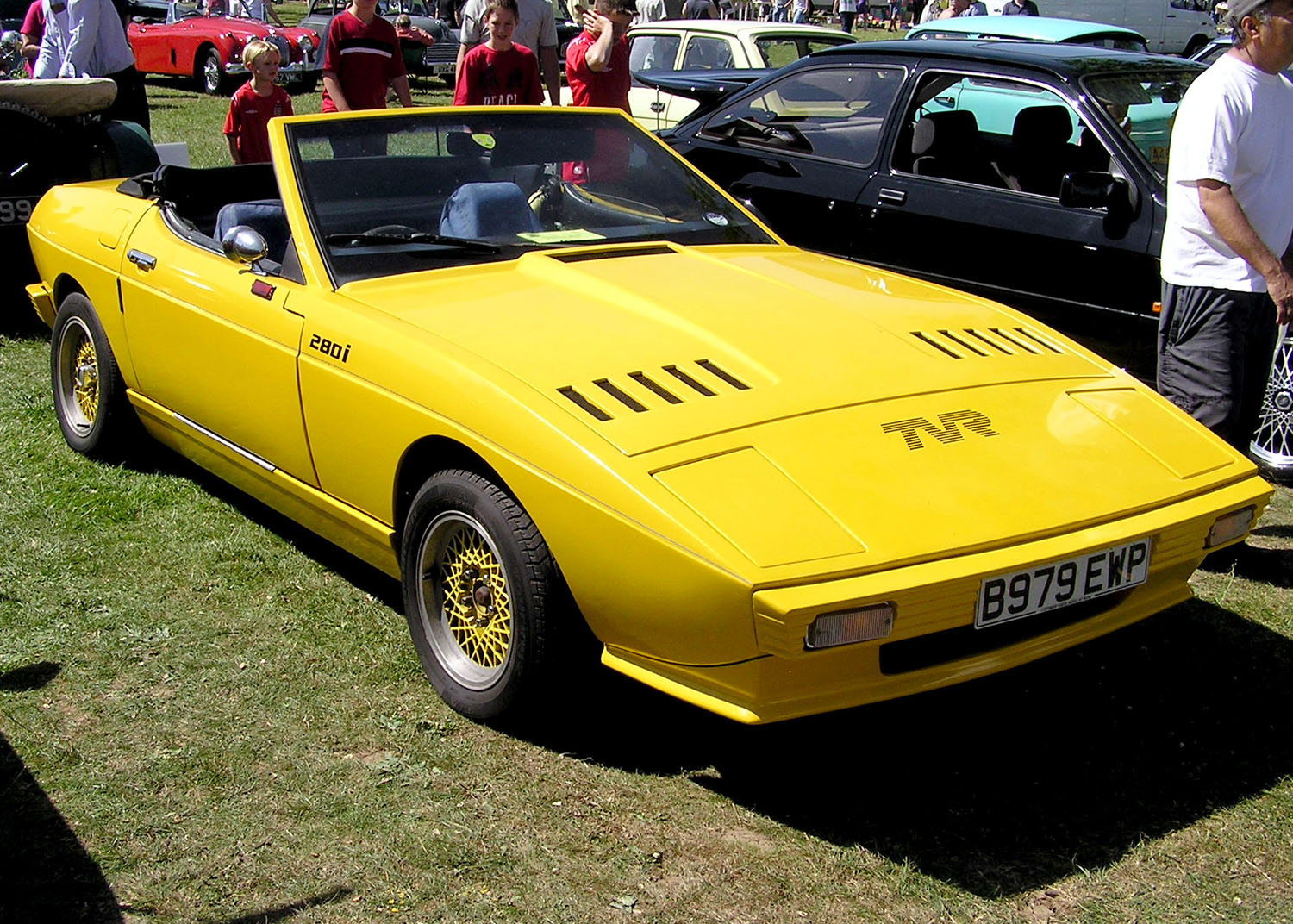
TVR 280i Convertible

Der Tasmin war in drei, das Modell 280i in zwei Karosserieversionen erhältlich.
- Kernmodell war ein zweisitziges Fixed Head Coupé mit Fließheckkarosserie und einem großen Heckfenster, das zu öffnen war und zugleich als Heckklappe diente. Das Fixed Head Coupé wurde von 1979 bis 1981 als Series 1 produziert. Ab Oktober 1981 übernahm das zweisitzige Modell die veränderte Karosseriestruktur des 2+2-sitzigen Tasmin+2. Diese Version, die bis 1988 im Programm war, wurde werksintern als Series 2 bezeichnet.

- Das als Tasmin +2 bezeichnete 2+2-sitzige Coupé erschien im Oktober 1980. neue Karosserie. Bei unverändertem Chassis sind die Proportionen des Aufbaus verändert: Die Motorhaube ist kürzer, der hintere Überhang ist länger, und die C-Säule verläuft flacher,[13] sodass die Karosserie insgesamt „ausgewogener“ wirkt. Außerdem ersetzte TVR die beiden kleinen Tanks durch einen großen. Kritiker bemängelten, dass die hinteren Sitze ungeachtet der erheblichen Änderungen des Aufbaus allenfalls für Kleinkinder taugten; nutzbar waren sie nur dann, wenn der Fahrer- und der Beifahrersitz so weit wie möglich nach vorn geschoben waren.[14] Die 2+2-sitzige Version des Wedge war kein Erfolg. Die Produktion beschränkte sich weitgehend auf die Jahre 1980 und 1981, in denen insgesamt 41 Tasmin+2 gebaut wurden. Von 1982 bis 1984 kamen noch sechs weitere Fahrzeuge hinzu.

- Eine dritte Variante war das zweisitzige Tasmin Convertible, das ab 1980 angeboten wurde.

## TVR Tasmin 200
1982 erschien als Basismodell, das unter dem Tasmin 280i positioniert war, der Tasmin 200. Er hatte den Ford-Reihenvierzylindermotor mit obenliegender Nockenwelle, der nach dem US-amerikanischen Ford Pinto auch Pinto-Motor genannt, aber in Europa gebaut wurde. Er ersetzte nach und nach die älteren V4-Motorkonstruktionen. TVR verwendete eine Version mit 1993 cm³ Hubraum, wie sie unter anderem in britischen Versionen des Ford Capri und im Ford Cortina eingebaut wurde. Er ist mit zwei Vergasern ausgestattet. die Motorleistung liegt bei 101 bhp. Als Kraftübertragung dient ein handgeschaltetes Vierganggetriebe von Ford. Um einen Kaufpreis von unter 10000 £ erreichen zu können, verzichtete TVR bei ihm im Gegensatz zum größeren Tasmin auf serienmäßige elektrische Fensterheber und auf ein Cassettenradio. Wegen der schwachen Motorleistung war der Tasmin 200 nicht besonders erfolgreich. Bis 1984 entstanden nur 16 Coupés und 45 Cabriolets dieses Typs.  Die meisten von ihnen wurden nach Ostasien geliefert. Allein 50 Fahrzeuge gingen nach Singapur.

## Tasmin 350i
1983 führte TVR eine stärker motorisierte Variante der Wedge-Reihe ein, die einen Achtzylinder-V-Motor von Rover hatte und im TVR-Modellproramm über dem Tasmin 280i positioniert war. Die ersten Exemplare dieser Achtzylindermodelle wurden werksseitig noch als Tasmin 350i bezeichnet; Anfang 1984 – und damit noch vor den 2,8-Liter-Versionen – fiel bei ihnen allerdings der Modellname Tasmin weg. Die Achtzylinder-Wedges wurden daraufhin bis zu ihrem Produktionsende 1990 als TVR 350i bezeichnet.

## Prototyp: TVR Tasmin Turbo
1981 und 1982 entwickelte TVR eine Turboversion des Tasmin 280, die die Position des inzwischen eingestellten 3000M Turbo übernehmen sollten. Der Ford-Köln-Motor war mit einem Turbolader ausgestattet und war mit 228 bhp doppelt so stark wie die serienmäßige Saugmotorversion. TVR baute zwei Prototypen, einen davon als Cabriolet, den anderen als Fixed Head Coupé. Eine Serienfertigung kam nicht zustande. Stattdessen entschied sich TVR für die Entwicklung eines Modells mit dem Achtzylindermotor von Rover. Daraus wurde der TVR 350i.
Der TVR-Händler David Haughin aus Barrow-in-Furness bot von 1987 bis 1989 ähnlich konzipierte 350i-Cabriolets mit Turboaufladung an. Die Motorleistung stieg auf 201 kW (273 PS). Neun dieser als SX350 bezeichneten Fahrzeuge wurden gebaut.

## Preise und Produktion
Bei seinem Debüt kostete das Fixed Head Coupé 10.274 £. Er war damit 42 Prozent teurer als 3000M, den TVR zuletzt für 7244 £ angeboten hatte. Für das Tasmin Convertible verlangte TVR im ersten Jahr 12.744 £.
Tasmin/280i war der letzte TVR, der in die USA exportiert wurde. Im Sommer 1983 erhielt der Tasmin 280i die Typenzulassung für die USA. Zuletzt wurde 1987 ein 280i Serie II exportiert. Eine ganze Reihe von Gründen führte vier Jahre später zum Rückzug von TVR aus den USA. Dies umfasst eine verwirrende Beziehung mit den TVR-Vertretern und dem Verkaufsnetzwerk dort, Garantieprobleme und Versicherungsprämien für eine Zuverlässigkeitsversicherung, die von 160.000,-- US-$ auf über 1.000.000,-- US-$
Von 1979 bis 1988 entstanden insgesamt 1167 Fahrzeuge der Typen Tasmin 280i und TVR 280i. 862 davon waren Convertibles, 41 waren 2+2-Sitzer. Vom zweisitzigen Fixed Head Coupé baute TVR insgesamt 258 Autos, wovon 118 auf die erste Serie mit kurzem Heck entfielen. Hinzu kamen 61 Fahrzeuge vom Typ Tasmin 200.

## Daten
|                            | Tasmin 200                                              | Tasmin 280i                                             |
| -------------------------- | ------------------------------------------------------- | ------------------------------------------------------- |
| Motor                      | 4-Reihe (Ford)                                          | 6-V (Ford-Köln)                                         |
| Hubraum                    | 1993 cm³                                                | 2792 cm³                                                |
| Leistung                   | 101 bhp (75 kW)                                         | S1: 160 bhp (118 kW) S2: 150 bhp (110 kW)               |
| Drehmoment                 | 152 Nm                                                  | 220 Nm                                                  |
| Getriebe                   | 4/5-Gang manuell                                        | 4/5-Gang manuell 3-Stufen-Automatik                     |
| Radaufhängung              | vorne: doppelte Querlenker hinten: gezogene Längslenker | vorne: doppelte Querlenker hinten: gezogene Längslenker |
| Bremsen                    | 4 Scheibenbremsen                                       | 4 Scheibenbremsen                                       |
| Chassis                    | Gitterrahmen aus Stahlrohren                            | Gitterrahmen aus Stahlrohren                            |
| Höchstgeschwindigkeit      | 176 km/h                                                | S1: 208 km/h S2: 194 km/h                               |
| Beschleunigung, 0–100 km/h | 9,0 s                                                   | Handschalter: 8,0 s Automatik: 8,2 s                    |
| Gewicht                    | 971 kg                                                  | 1074 kg                                                 |